# Aleš Grim
Aleš Grim (15. října 1927, Brno – 11. února 1994, Praha) byl český sochař a restaurátor.

## Život
Aleš Grim studoval v letech 1948–1949 Střední školu uměleckých řemesel v Brně a od roku 1949 do roku 1955 Vysokou školu uměleckoprůmyslovou v Praze u Josefa Wagnera. Byl členem Tvůrčí skupiny Etapa, Českého fondu výtvarných umění (ČFVU), Skupiny 66 a roku 1967 Výstavní komise I. pražského salonu.

## Výstavy
Stálé expozice
- 1962 – České výtvarné umění 20. století, Dům umění, Olomouc
- 1970 – České výtvarné umění 20. století: Plastiky z depozitářů uměleckých sbírek Východočeské galerie Pardubice
- 1970 – České výtvarné umění 20. století: Obrazy a plastiky, Východočeská galerie v Pardubicích
- 1994 – Stálá expozice českého umění 20. století, Pražákův palác, Brno

## Dílo
Výběr z díla
- Dutá torza – Praha 6-Dejvice, odstraněno

## Restaurátorské práce
- 1976–1978 - obnova šesti plastik ze Staroměstské radnice zničených při požáru roku 1945 (mimo sochy Marnivce a Lakomce), spoluautorství[2]